# 100 씨브즈
100 씨브즈(100 Thieves)는 매튜 "네이드샷" 하그(Matthew "Nadeshot" Haag)가 2017년에 설립한 캘리포니아주 로스앤젤레스에 본사를 둔 미국의 라이프스타일 브랜드이자 게임 조직이다. 이 조직은 콜 오브 듀티, 리그 오브 레전드 및 발로란트를 포함한 여러 비디오 게임에서 경쟁한다. 현재 리그 오브 레전드 챔피언십 시리즈(LCS), 발로란트 아메리카스 리그 및 콜 오브 듀티 리그(Los Angeles Thieves 브랜드)의 3개 프랜차이즈 팀을 운영하고 있다.
미국의 리그 오브 레전드, 발로란트, 포트나이트 프로게임단으로서 과거에는 카운터-스트라이크: 글로벌 오펜시브 프로게임단을 운영했다.

## 리그 오브 레전드

### 연혁
- 2017년 11월 20일 : 100 Thieves 창단

### 소속 선수
- 감독 : 복한규
- 코치 : 알레스 크네지네트, 알폰소 로드리게스

### 주요 성적
- 리그 오브 레전드 챔피언십 시리즈 2021 락인 4강
- 리그 오브 레전드 챔피언십 시리즈 2021 스프링 4위
- 리그 오브 레전드 챔피언십 시리즈 2021 미드 시즌 쇼다운 4위
- 리그 오브 레전드 챔피언십 시리즈 2021 서머 2위
- 리그 오브 레전드 챔피언십 시리즈 2021 챔피언십 우승
- 리그 오브 레전드 월드 챔피언십 2021 공동 9위
- 리그 오브 레전드 챔피언십 시리즈 2022 락인 8강
- 리그 오브 레전드 챔피언십 시리즈 2022 스프링 준우승

## 발로란트

### 주요 성적
- 발로란트 챔피언스 투어 2023 락인 8강

## 같이 보기
- 리그 오브 레전드 챔피언십 시리즈(LCS)